# Olivante de Laura
Olivante de Laura es un libro de caballerías español atribuido a Antonio de Torquemada e impreso de forma anónima en Barcelona en 1564 por el impresor Claudio Bornat, quien lo dedicó al rey Felipe II. El título completo es: Historia del invencible cavallero Don Olivante de Laura, Príncipe de Macedonia, que por sus admirables hazañas vino a ser Emperador de Constantinopla. Agora nuevamente sacada a la luz, va dirigida al rey nuestro señor.

## Historia editorial
Aunque la primera edición apareció de forma anónima, la obra fue atribuida posteriormente a Antonio de Torquemada a partir de una mención en Don Quijote de la Mancha, donde Cervantes lo vincula con el autor de Jardín de flores. En el capítulo VI de la primera parte del Quijote, el narrador comenta: «Y en verdad que no sepa determinar cuál de los dos es más verdadero, o, por mejor decir, menos mentiroso; sólo sé decir que éste irá al corral por disparatado y arrogante».
La autoría se confirmó definitivamente gracias al hallazgo de unas cartas de los hijos de Torquemada, en las que se explica que uno de los manuscritos originales había sido robado y enviado a la imprenta sin el nombre del autor. Esta circunstancia explicaba el anonimato inicial.
El texto fue aprobado por la Iglesia y cuenta con una licencia real de impresión otorgada por Felipe II. En la carta de respuesta, Claudio Bornat afirma que el libro provenía de unos manuscritos antiguos que había traído de Francia y que había sido traducido del griego al castellano.

## Estructura y contenido
La obra comienza con un prólogo que preludia muchos elementos de la obra, es casi una pequeña historia caballeresca. En el prologo el narrador explica cómo, tras sufrir una fatiga, decide retirarse a una villeta a dos leguas de la ciudad. En el camino entra en un bosque y se ve envuelto en una tormenta, guiado por una mano sube a una barca que lo lleva por un lago hasta llegar a un hermoso campo. Allí encuentra la casa de la maga Ypermea, quien le entrega el manuscrito de la historia y le pide que lo renueve. Este prólogo introduce motivos que luego reaparecen en la obra: el bosque, la cueva, los animales, la fuente, la tormenta, el lago encantado y la figura de la maga.
Durante el prólogo también se mencionan personajes históricos y literarios como Alejandro Magno, Héctor, Aquiles, Mambrús, Roldán y Carlomagno, así como referencias a otros caballeros literarios. El autor se presenta con una falsa modestia, aceptando la encomienda de Ypermea, lo que también implica una reivindicación del papel del escritor.
El texto está dividido en tres libros, con un total de 113 capítulos (40, 48 y 25 respectivamente). Narra las aventuras de Olivante de Laura, hijo del rey Aureliano de Macedonia y de la princesa Rosiana de Suecia. Olivante crece alejado de la corte y, por medio de sus hazañas, va ganando reconocimiento hasta llegar a convertirse en emperador de Constantinopla.
Su historia está marcada por el amor por la princesa Lucenda, hija del emperador de Constantinopla. Para acercarse a ella, Olivante se disfraza de pastor, pero es rechazado. A partir de este desengaño amoroso, adopta el sobrenombre de "el caballero del corazón partido", y sus aventuras se tiñen de melancolía. Eventualmente, Lucenda corresponde su amor y contraen matrimonio.

## Temas y estilo
La obra está impregnada de elementos de la literatura caballeresca tradicional, pero también incluye elementos que demuestran una evolución en el género. La magia, las ideas de la fortuna y la providencia tienen un papel central, especialmente a través de profecías hechas por Ypermea quien adquirió sus conocimientos con el estudio de la ciencia y todas sus acciones se hacen en el nombre de Dios, dando así un tono religioso a la magia que posee. 

## Recepción
Olivante de Laura fue uno de los muchos libros de caballerías que circulaban en el Siglo XVI. Fue criticado duramente por Cervantes en el Don Quijote, donde se lo tilda de "mentiroso, disparatado y arrogante" y se le destina a ser quemado.